# Диренийлютеций
Диренийлютеций — бинарное неорганическое соединение, интерметаллид
рения и лютеция
с формулой LuRe2,
кристаллы.

## Получение
- Сплавление стехиометрических количеств чистых веществ в инертной атмосфере:

{\displaystyle {\mathsf {2Re+Lu\ {\xrightarrow {T}}\ LuRe_{2}}}}

## Физические свойства
Диренийлютеций образует кристаллы
гексагональной сингонии,
пространственная группа P 63/mmc,
параметры ячейки a = 0,5335 нм, c = 0,8717 нм, Z = 4,
структура типа дицинкмагния MgZn2 (фаза Лавеса)
.
При температуре 1,70 К соединение переходит в сверхпроводящее состояние.